# Antonio Rüdiger
Antonio Rüdiger (* 3. března 1993 Berlín) je německý profesionální fotbalista, který hraje na pozici středního obránce za španělský klub Real Madrid a za německý národní tým.

## Klubová kariéra
V roce 2012 se objevil v A-týmu VfB Stuttgart. V srpnu 2015 odešel na roční hostování do italského klubu AS Řím, kam následně přestoupil. 9. července 2017 přestoupil do anglického klubu Chelsea FC, kde měl nahradit srbského obránce Branislava Ivanoviće. V první sezóně v Londýně vyhrál FA Cup, v následující získal s týmem trofej pro vítěze Evropské ligy UEFA a v roce 2021 vyhrál Ligu mistrů UEFA. V létě roku 2022 přestoupil do španělského Realu Madrid.

## Reprezentační kariéra
Rüdiger reprezentoval Německo v mládežnických kategoriích U18, U19, U20, U21.
V reprezentačním A-mužstvu Německa debutoval 13. května 2014 v Hamburku pod trenérem Joachimem Löwem v přátelském zápase proti Polsku (remíza 0:0).
S Polskem se střetl 11. října 2014 opět, tentokrát šlo o kvalifikaci na EURO 2016 ve Varšavě, kde přišla prohra 0:2 - vůbec první porážka Německa v historii vzájemných zápasů s Polskem.

## Osobní život
Otec Matthias je Němec, matka Lilly pochází ze Sierra Leone. Antoniovým starším bratrem je fotbalista Sahr Senesie.

## Statistiky

### Klubové
K 16. březnu 2022
| Klub           | Sezóna  | Liga                         | Liga   | Liga | Národní pohár | Národní pohár | Ligový pohár | Ligový pohár | Evropské poháry | Evropské poháry | Ostatní | Ostatní | Celkem | Celkem |
| Klub           | Sezóna  | Liga                         | Zápasy | Góly | Zápasy        | Góly          | Zápasy       | Góly         | Zápasy          | Góly            | Zápasy  | Góly    | Zápasy | Góly   |
| -------------- | ------- | ---------------------------- | ------ | ---- | ------------- | ------------- | ------------ | ------------ | --------------- | --------------- | ------- | ------- | ------ | ------ |
| VfB Stuttgart  | 2011/12 | Německá fotbalová Bundesliga | 1      | 0    | 0             | 0             | —            | —            | —               | —               | —       | —       | 1      | 0      |
| VfB Stuttgart  | 2012/13 | Německá fotbalová Bundesliga | 16     | 0    | 4             | 0             | —            | —            | 4               | 0               | —       | —       | 24     | 0      |
| VfB Stuttgart  | 2013/14 | Německá fotbalová Bundesliga | 30     | 2    | 1             | 0             | —            | —            | 4               | 0               | —       | —       | 35     | 2      |
| VfB Stuttgart  | 2014/15 | Německá fotbalová Bundesliga | 19     | 0    | 1             | 0             | —            | —            | —               | —               | —       | —       | 20     | 0      |
| VfB Stuttgart  | Celkem  | Celkem                       | 66     | 2    | 6             | 0             | —            | —            | 8               | 0               | —       | —       | 80     | 2      |
| AS Řím (host.) | 2015/16 | Serie A                      | 30     | 2    | 1             | 0             | —            | —            | 6               | 0               | —       | —       | 37     | 2      |
| AS Řím         | 2016/17 | Serie A                      | 26     | 0    | 4             | 0             | —            | —            | 5               | 0               | —       | —       | 35     | 0      |
| AS Řím         | Celkem  | Celkem                       | 56     | 2    | 5             | 0             | —            | —            | 11              | 0               | —       | —       | 72     | 2      |
| Chelsea        | 2017/18 | Premier League               | 27     | 2    | 6             | 0             | 5            | 1            | 6               | 0               | 1       | 0       | 45     | 3      |
| Chelsea        | 2018/19 | Premier League               | 33     | 1    | 2             | 0             | 4            | 0            | 4               | 0               | 1       | 0       | 44     | 1      |
| Chelsea        | 2019/20 | Premier League               | 20     | 2    | 4             | 0             | 0            | 0            | 2               | 0               | 0       | 0       | 26     | 2      |
| Chelsea        | 2020/21 | Premier League               | 19     | 1    | 4             | 0             | 0            | 0            | 11              | 0               | —       | —       | 34     | 1      |
| Chelsea        | 2021/22 | Premier League               | 26     | 2    | 2             | 0             | 3            | 1            | 7               | 0               | 3       | 0       | 41     | 3      |
| Chelsea        | Celkem  | Celkem                       | 125    | 8    | 18            | 0             | 12           | 2            | 30              | 0               | 5       | 0       | 190    | 10     |
| Celkem         | Celkem  | Celkem                       | 247    | 12   | 29            | 0             | 12           | 2            | 49              | 0               | 5       | 0       | 342    | 14     |

### Reprezentační
K 11. listopadu 2021
| Německo | Německo | Německo |
| Rok     | Zápasy  | Góly    |
| ------- | ------- | ------- |
| 2014    | 5       | 0       |
| 2015    | 2       | 0       |
| 2016    | 4       | 0       |
| 2017    | 11      | 1       |
| 2018    | 7       | 0       |
| 2019    | 1       | 0       |
| 2020    | 7       | 0       |
| 2021    | 12      | 1       |
| Celkem  | 49      | 2       |

#### Reprezentační góly
Skóre a výsledky Německa jsou vždy zapisovány jako první
| Gól | Datum         | Místo                                         | Soupeř      | Skóre | Výsledek | Soutěž                                |
| --- | ------------- | --------------------------------------------- | ----------- | ----- | -------- | ------------------------------------- |
| 1.  | 8. října 2017 | Fritz-Walter-Stadion, Kaiserslautern, Německo | Ázerbájdžán | 3:1   | 5:1      | Kvalifikace na Mistrovství světa 2018 |
| 2.  | 8. září 2021  | Laugardalsvöllur, Reykjavík, Island           | Island      | 2:0   | 4:0      | Kvalifikace na Mistrovství světa 2022 |

## Úspěchy

### Individuální
- Sestava sezóny Ligy mistrů UEFA – 2020/21[8]